# Голая правда (фильм, 2009)
«Голая правда» (англ. The Ugly Truth) — романтическая комедия с Джерардом Батлером и Кэтрин Хайгл в главных ролях.

## Сюжет
Эбби Рихтер (Кэтрин Хайгл) молода и амбициозна. Она работает продюсером утреннего ТВ шоу на телеканале «A.M. Sacramento». Эбби гордится тем, что может моментально найти выход из любой ситуации и решить любую проблему — но не тогда, когда речь заходит о её личной жизни, ведь Эбби супер, но до сих пор одинока. Стоит девушке, которая в другой ситуации собрана и безупречна, пойти на свидание, как её преследует неудача за неудачей.
Рейтинги шоу падают, и для того, чтобы привлечь зрительскую аудиторию, руководство принимает решение пригласить в передачу специального корреспондента Майка Чадвея (Джерард Батлер), с которым Эбби вынуждена теперь делить студию. А уж он-то знает, где у неё слабые места! Его шоу «Голая правда» призвано открыть женщинам глаза на то, что действительно заводит мужчин. Непристойные шутки, которые Майк отпускает в эфире, и откровенно шовинистический настрой шоу, мягко говоря, шокируют Эбби. Но, несмотря на всё это, рейтинги взлетают до небес, и руководство канала принимает решение оставить шоу Майка в эфире.
И тут на горизонте у Эбби появляется молодой, симпатичный и одинокий врач Колин, живущий по соседству. Он безупречно воспитан и вежлив — в общем, полная противоположность Майка. И на этот раз Эбби не намерена упускать свой шанс. И хотя ей самой неприятно от этой мысли, но ей крайне необходимо, чтобы Майк помог ей понять, что же на уме её избранника, и сделать всё, чтобы завоевать его. Таким образом, Майк становится наставником и советчиком Эбби, а та, в свою очередь, начинает применять на практике все те методы соблазнения, которым её учит Майк. Но по иронии судьбы, перед ними обоими вот-вот раскроется главный секрет: какими бы разными ни были мужчины и женщины, в глубине души они всё-таки мечтают об одном и том же.

## В ролях
| Актёр              | Роль                                    |
| ------------------ | --------------------------------------- |
| Кэтрин Хайгл       | Эбби Рихтер, продюсер утреннего телешоу |
| Джерард Батлер     | Майк Чэдвэй                             |
| Бри Тернер         | Джой                                    |
| Эрик Уинтер        | Колин, парень Эбби                      |
| Ник Сирси          | Стюарт                                  |
| Шерил Хайнс        | Джорджия                                |
| Джон Майкл Хиггинс | Ларри                                   |
| Кевин Коннолли     | Джим                                    |
| Бонни Сомервилл    | Элизабет                                |
| Адам Харрингтон    | Джек Магнум                             |
| Иветт Николь Браун | Дори                                    |

## Съёмки фильма
Фильм был снят большей частью в Калифорнии, включая Сакраменто, Лос-Анджелес и Сан-Педро. В конце ленты, в сцене романтичной прогулки влюблённых, в кадр попадает мост Форестхилл — самый высокий мост в Калифорнии с 1973 года по настоящее время.

## Прокат
В Аргентине и Новой Зеландии фильм вышел на экраны 27 августа 2009 года, в Сингапуре, Словакии и России — 17 сентября 2009 года, в Эстонии и ЮАР — 9 октября 2009 года.